# Рамбервиллер
Рамбервилле́р (фр. Rambervillers, произносится [ʁɑ̃bɛʁvile]) — город и коммуна во французском департаменте Вогезы региона Лотарингия. Центр кантона Рамбервиллер округа Эпиналь.

## История
Поселение основано в IX веке Рамбером, графом Монтаньским (или епископом Сенона). В XII веке по приказу Этьена Барского, епископа Меца, поселение было окружено деревянной стеной и рвом с водой. В том же XII веке по приказу Жака Лотарингского, епископа Меца, деревянная стена была заменена каменной, с 24 башнями.
В 1552 году, в ходе войны Генриха II с Карлом V, город перешёл под власть французской короны. Во время гугенотских войн был сожжён, но быстро отстроен заново. В 1581 году была построена ратуша.
В результате Рисвикского договора 1697 года, окончившего войну за пфальцское наследство, и 20 лет переговоров, город в 1718 году перешёл под власть герцога Лотарингского Леопольда. В 1766 году герцогство Лотарингия, а с ним и Рамбервиллер, вошли в состав Франции.
Во время франко-прусской войны, 9 октября 1870 года, 200 солдат Национальной гвардии мужественно обороняли город от двухтысячного отряда немецких войск. В память этого боя президент Франции Феликс Фор декретом от 19 апреля 1896 года наградил город орденом Почётного легиона с правом размещения знака ордена на городском гербе. По названию города была названа одна из улиц в 12 округе Парижа.

## Администрация
До 2014 года администрацию коммуны возглавляет мэр Жерар Келлер (фр. Gérard Keller), избранный на этот пост в 2008 году.

## Население
На 2010 год в коммуне проживало 5 595 человек.
Динамика численности населения, чел.

## Достопримечательности
В Рамбервиллере находится несколько памятников архитектуры, внесённых в список исторических памятников Франции:
- Капелла Святого Антония (фр. Chapelle Saint-Antoine). Построена в 1544 году. Внесена в список исторических памятников Франции 1 ноября 1933 года[3].
- Церковь Святой Либеры (фр. Église Sainte-Libaire), построенная в XVI веке в честь католической святой Либеры из Грана. Внесена в список исторических памятников Франции 31 декабря 1986 года[4].
- Епископский замок (фр. Château épiscopal). Построен в XV веке. Внесён в список исторических памятников Франции 23 июня 1988 года[5].
- Замок капуцинов (фр. Château des Capucins). Построен в XVIII—XIX веках на месте бывшего монастыря капуцинов. Внесён в список исторических памятников Франции 29 июня 2004 года[6].
- Мэрия (фр. Hôtel de ville). Построена в XVI веке. Внесена в список исторических памятников Франции в 1900 году[7].
- Центральная школа (фр. École du Centre), бывший монастырь бенедиктинок, построенный в XVII веке. Южный фасад с башней и кровля внесены в список исторических памятников Франции 27 октября 1995 года[8].
- Здание по адресу ул. Карно, 64 (фр. 64 rue Carnot). Фасад, кровля, камин, спиральная лестница и сад внесены в список исторических памятников Франции года[9].
- Башня на улице Морис-Александра (фр. rue Maurice-Alexandre). Построена в 1238 году. Внесена в список исторических памятников Франции 23 июня 1988 года[10].
- Башня Anglemein (фр. Tour d'Anglemein). Построена в XIII веке. Внесена в список исторических памятников Франции 5 ноября 2002 года[11].

Генеральный список культурного достояния:
- Металлургический завод Ренье-Войд (фр. Usine métallurgique de Régnier-Void). Построен в XVIII веке. Внесён в список культурного достояния Франции в 1986 году[12].
- Металлургический завод Жаку (фр. Usine métallurgique de Genavoid ou Forge des Jacquots). Построен в XIV веке, перестроен в XVIII веке. Внесён в список исторических памятников Франции в 1986 году[13].

В Рамбервиллере имеется краеведческий музей — «Музей Земли» (фр. Musée de la Terre), рассказывающий об истории края и экспонирующий археологические находки и образцы местного фаянса.

## Награды
- Орден Почётного легиона (19 апреля 1896 года, в память войны 1870 года)
- Военный крест 1914—1918 (26 октября 1925 года)
- Военный крест 1939—1945

## Города-побратимы
- Эльзель
- Котвайлер-Шванден